# Eurovision Song Contest 1979
Il ventiquattresimo Gran Premio Eurovisione della Canzone si tenne a Gerusalemme (Israele) il 31 marzo 1979.

## Storia
La Turchia si ritirò dal concorso del 1979, poiché molti paesi arabi erano contrari a una partecipazione turca in terra d'Israele. Questo è l'ultimo anno in cui l'Eurofestival si svolge in un giorno di marzo. Diciannove Paesi parteciparono e alcuni di loro ebbero come rappresentanti artisti che avevano già partecipato al "Gran Premio dell'Eurovisione" o che vi avrebbero partecipato ancora negli anni a venire: Tommy Seebach per la Danimarca, Elpida per la Grecia, Katri-Elena per la Finlandia, Anne-Marie David per la Francia e Anita Skorgan per la Norvegia. A causa dei problemi politici nella città di Gerusalemme, in cui il concorso si tenne, tutti i delegati e gli artisti furono mantenuti sempre sotto stretta sicurezza, anche se non accadde nulla di spiacevole.
Israele vinse il "Gran Premio" per il secondo anno consecutivo, con il brano Hallelujah eseguito da Gali Atari & Milk & Honey. La Spagna è stato l'ultimo Paese a votare e fino a quel momento era al primo posto con un punto in più di Israele; proprio gli spagnoli assegnarono dieci punti al Paese ospitante, dandogli così la vittoria. Fra le celebrità presenti in quell'edizione c'era Sandra Reemer, accreditata come "Xandra", che si è classificata al dodicesimo posto con Colorado per i Paesi Bassi; Jeanne Mason, al tredicesimo J'ai Deja Vu Ca Dans Tes Yeux per il Lussemburgo e, per la terza volta, Peter, Sue e Mark, al decimo posto con Troedler und Co., per la Svizzera. Al quindicesimo posto, per l'Italia, i Matia Bazar con il brano Raggio di luna.

## Stati partecipanti

Stati partecipanti
Paesi che hanno partecipato in passato ma non nel 1979

Stati partecipanti
     Paesi che hanno partecipato in passato ma non nel 1979
| Stato                   | Artista                                  | Brano                         | Lingua     | Processo di selezione                                                            |
| ----------------------- | ---------------------------------------- | ----------------------------- | ---------- | -------------------------------------------------------------------------------- |
| Austria                 | Christina Simon                          | Heute in Jerusalem            | Tedesco    | Interno                                                                          |
| Belgio                  | Micha Marah                              | Hey Nana                      | Olandese   | Interno per l'artista; Eurosong 1979 per il brano, 3 marzo 1979                  |
| Danimarca               | Tommy Seebach                            | Disco Tango                   | Danese     | Dansk Melodi Grand Prix 1979, 3 febbraio 1979                                    |
| Finlandia               | Katri Helena                             | Katson sineen taivaan         | Finlandese | Euroviisukarsinta 1979, 10 febbraio 1979                                         |
| Francia                 | Anne Marie David                         | Je suis l'enfant soleil       | Francese   | Concours de la Chanson Française pour l'Eurovision 1979                          |
| Germania                | Dschinghis Khan                          | Dschinghis Khan               | Tedesco    | Vorentscheid 1979 (Ein Lied für Jerusalem), 17 marzo 1979                        |
| Grecia                  | Elpida                                   | Sokrati                       | Greco      | Ellinikós Telikós 1979, 5 febbraio 1979                                          |
| Irlanda                 | Cathal Dunne                             | Happy Man                     | Inglese    | National Song Contest 1979, 4 febbraio 1979                                      |
| Israele (organizzatore) | Gali Atari & Milk & Honey                | Hallelujah                    | Ebraico    | Israel Song Festival 1979                                                        |
| Italia                  | Matia Bazar                              | Raggio di luna                | Italiano   | Interno                                                                          |
| Lussemburgo             | Jeane Manson                             | J'ai déjà vu ça dans tes yeux | Francese   | Interno                                                                          |
| Norvegia                | Anita Skorgan                            | Oliver                        | Norvegese  | Melodi Grand Prix 1979, 10 febbraio 1979                                         |
| Paesi Bassi             | Xandra                                   | Colorado                      | Olandese   | Interno per l'artista; Nationaal Songfestival 1979 per il brano, 7 febbraio 1979 |
| Portogallo              | Manuela Bravo                            | Sobe, sobe, balão sobe        | Portoghese | Festival da Canção 1979, 23 febbraio 1979                                        |
| Principato di Monaco    | Laurent Vaguener                         | Notre vie c'est la musique    | Francese   | Interno                                                                          |
| Regno Unito             | Black Lace                               | Mary Ann                      | Inglese    | A Song For Europe 1979, 9 marzo 1979                                             |
| Spagna                  | Betty Missiego                           | Su canción                    | Spagnolo   | Interno                                                                          |
| Svezia                  | Ted Gärdestad                            | Satellit                      | Svedese    | Melodifestivalen 1979, 17 febbraio 1979                                          |
| Svizzera                | Peter, Sue & Marc & Pfuri, Gorps & Kniri | Trödler und Co                | Tedesco    | Concours Eurovision 1979, 27 gennaio 1979                                        |

## Struttura di voto
Ogni paese premia con dodici, dieci, otto e dal sette all'uno punti le proprie dieci canzoni preferite.

## Orchestra
Diretta dai maestri: Francis Bay (Belgio), Allan Botschinsky (Danimarca), Norbert Daum (Germania), Lefteris Halkiadakis (Grecia), Thilo Krassman (Portogallo), Sigurd Jansen (Norvegia), Ken Jones (Regno Unito), Guy Matteoni (Francia), José Luis Navarro (Spagna), Proinsias O'Duinn (Irlanda), Kobi Oshrat (Israele), Richard Österreicher (Austria), Hervé Roy (Lussemburgo), Ossi Runne (Finlandia), Gérard Salesse (Monaco), Lars Samuelson (Svezia), Rolf Zuckowski (Svizzera) e Harry van Hoof (Paesi Bassi). La canzone italiana quest'anno è stata la prima entrata nella storia del concorso che non ha utilizzato l'accompagnamento orchestrale.

## Classifica
| N° | Stato          | Cantante                                 | Canzone                       | Punti | Posizione |
| -- | -------------- | ---------------------------------------- | ----------------------------- | ----- | --------- |
| 01 | Portogallo     | Manuela Bravo                            | Sobe, sobe, balão sobe        | 68    | 9         |
| 02 | Italia         | Matia Bazar                              | Raggio di luna                | 27    | 15        |
| 03 | Danimarca      | Tommy Seebach                            | Disco Tango                   | 76    | 6         |
| 04 | Irlanda        | Cathal Dunne                             | Happy Man                     | 80    | 5         |
| 05 | Finlandia      | Katri Helena                             | Katson sineen taivann         | 38    | 14        |
| 06 | Monaco         | Laurent Vieguener                        | Notre vie c'est la musique    | 12    | 16        |
| 07 | Grecia         | Elpida                                   | Socrati                       | 69    | 8         |
| 08 | Svizzera       | Peter, Sue & Marc & Pfuri, Gorps & Kniri | Trödler und Co.               | 60    | 10        |
| 09 | Germania Ovest | Dschinghis Khan                          | Dschinghis Khan               | 86    | 4         |
| 10 | Israele        | Gali Atari & Milk & Honey                | Hallelujah                    | 125   | 1         |
| 11 | Francia        | Anne Marie David                         | Je suis l'enfant-soleil       | 106   | 3         |
| 12 | Belgio         | Micha Marah                              | Hey nana                      | 5     | 18        |
| 13 | Lussemburgo    | Jeane Manson                             | J'ai déjà vu ça dans tes yeux | 44    | 13        |
| 14 | Paesi Bassi    | Xandra                                   | Colorado                      | 51    | 12        |
| 15 | Svezia         | Ted Gärdestad                            | Satellit                      | 8     | 17        |
| 16 | Norvegia       | Anita Skorgan                            | Oliver                        | 57    | 11        |
| 17 | Regno Unito    | Black Lace                               | Mary Ann                      | 73    | 7         |
| 18 | Austria        | Christine Simon                          | Heute in Jerusalem            | 5     | 18        |
| 19 | Spagna         | Betty Missiego                           | Su canción                    | 116   | 2         |

12 punti
| N. | A         | Da                                                            |
| -- | --------- | ------------------------------------------------------------- |
| 6  | Israele   | Finlandia, Irlanda, Norvegia, Portogallo, Regno Unito, Svezia |
| 4  | Germania  | Danimarca, Francia, Principato di Monaco, Spagna              |
| 4  | Spagna    | Belgio, Germania, Italia, Svizzera                            |
| 2  | Danimarca | Grecia, Israele                                               |
| 2  | Francia   | Lussemburgo, Paesi Bassi                                      |
| 1  | Svizzera  | Austria                                                       |